# Központi Tibeti Adminisztráció
A Központi Tibeti Adminisztráció (KTI), vagy hosszabb nevén Őszentsége a Dalai Láma Központi Tibeti Adminisztrációja emigráns kormány, amelyet jelenleg Loszang Szenge vezet. Köznapi kifejezéssel nevezik a száműzött tibeti kormánynak is.

Tibet zászlaja

A korábban a dalai láma mint államfő vezette Központi Tibeti Adminisztráció Tibet törvényes kormányának tartja magát. Hivatalos nyelve a tibeti, miniszterelnöke (tibetiül བཀའ་བློན་ཁྲི་པའ་, Kalon Tripa) Loszang Tendzin.

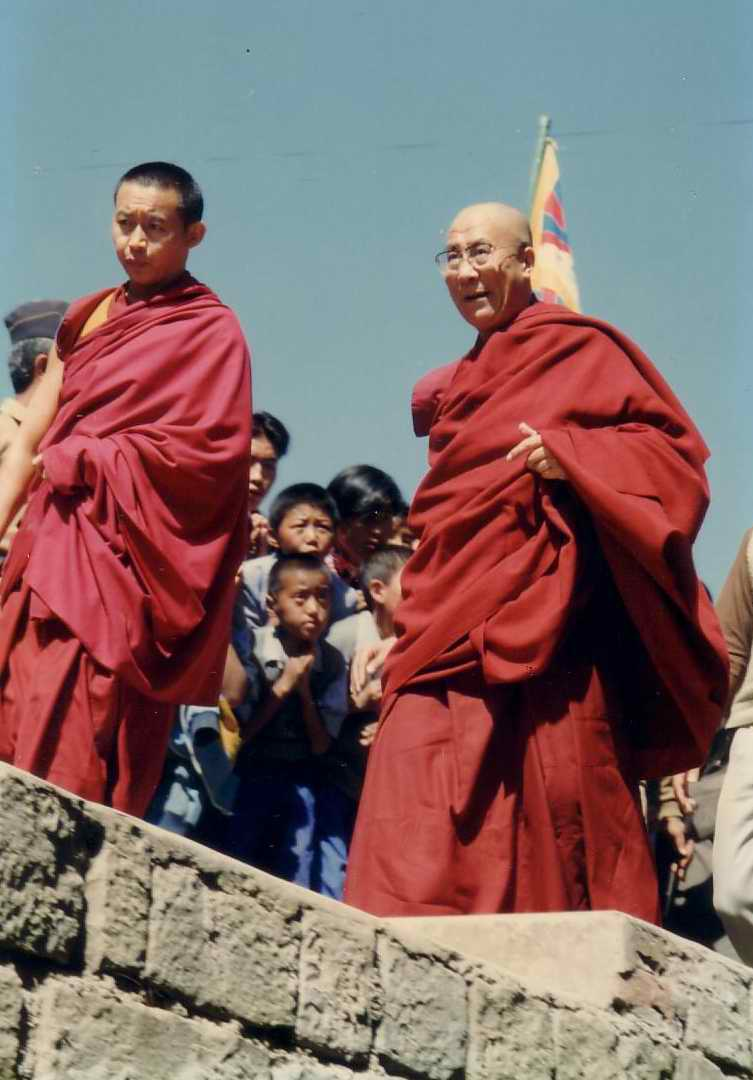
Tendzin Gyaco

Tibet hivatalosan Kína része, a kínai uralmat a száműzött kormány azonban megszállásnak és illegálisnak tartja. Az Adminisztráció felfogása szerint a tibeti önálló nemzet, hosszú független történelemmel. A dalai láma hivatalos politikája ugyanakkor az, hogy nem követel függetlenséget Tibetnek, ehelyett megelégedne a Hongkongéhoz hasonló autonóm státusszal, amely sokkal nagyobb szabadságot biztosít, mint a Tibet régió számára jelenleg létező autonóm területi státusz.
A KTI székhelye Indiában Dharamszala városban van, ahol a Dalai Láma 1959-ben letelepedett, miután a tibetiek felkelését leverték a kínaiak. A száműzött testület igényt tart Tibeti Autonóm Terület, Csinghaj tartomány, illetve a szomszédos Kanszu, Szecsuan és Junnan tartományok bizonyos részeinek kormányzási jogára, mivel a kormány szerint a történelmi Tibet  mindezeket a területeket magában foglalja.
Az indiai kormány  jóváhagyásával a KTI számos kormányzati jellegű funkciót vezet az indiai tibeti emigráns közösség számára: iskolákat, egészségügyi szolgáltatásokat működtetnek, kulturális és gazdasági fejlesztési programokat szerveznek. Ellátják a Tibetből továbbra is nagy számban (többnyire Nepálon keresztül gyalogszerrel) érkező menekülteket is. 
A KTI-t egyetlen ország sem ismerte el kormányként, de szociális munkájához számos kormánytól és nemzetközi szervezettől kap anyagi támogatást.
A tibeti száműzött közösség 2001-ben demokratikus választások útján jelölte ki a miniszterelnököt, Lobszang Tendzin buddhista szerzetest, akit a „Nagytiszteletű Professzor” Szamdong rinpocse néven ismernek. Ez volt a tibeti történelem első demokratikus választása.